# Berlin Ostbahnhof
Berlin Ostbahnhof is een belangrijk spoorwegstation in het Berlijnse stadsdeel Friedrichshain en staat met zo'n 100.000 reizigers per dag in de top vijftien van meest bezochte stations in Duitsland. Er is ook een S-Bahn-station en na het Hauptbahnhof en Südkreuz is het Ostbahnhof het derde grootste station van Berlijn.
Het station heeft negen perronsporen, waarvan vier voor de S-Bahn van Berlijn. Het is een van de 21 stations in Duitsland in de categorie 1. Berlin Ostbahnhof is het eindpunt van de internationale Intercity vanuit Nederland (treinserie 140/240). Opvallend aan het station is dat het, ondanks de grootte, geen aansluitingen kent op de metro van Berlijn (de U-bahn, die onder meer het westelijk deel van Berlijn ontsluit), en ook niet op de tram van Berlijn (de Straßenbahn, die het oostelijk deel van Berlijn ontsluit). Het station wordt wel ontsloten door het busnetwerk van Berlijn en het heeft ook een busstation voor lange afstandsbussen zoals Flixbus. Middels de S-bahn-treindiensten zijn zowel voorsteden als (toeristische) centrumlocaties aan de Stadtbahn bereikbaar.

## Namen
Geen enkel ander station in Berlijn is zo vaak van naam veranderd.
1. Het werd in 1842 geopend als Frankfurter Bahnhof.
2. In 1845 werd de naam als gevolg van een fusie van spoorwegmaatschappijen gewijzigd in Niederschlesisch-Märkischer Bahnhof.
3. Na de overname van de spoorwegmaatschappij en het station door de staat, werd de naam in 1852 gewijzigd in Schlesischer Bahnhof.
4. In 1950 werd de naam door de DDR-regering gewijzigd in Ostbahnhof, omdat men geen namen meer wenste te hebben die verwezen naar gebieden buiten de nieuwe grenzen van Duitsland. Schlesien (Nederlands: Silezië) ligt sinds 1945 namelijk in Polen.
5. In 1987 werden de sporen geëlektrificeerd en werd de stationshal geheel vernieuwd. Tussen dat jaar en 1998 droeg het station de naam Hauptbahnhof. Op 10 januari 1994 werden op deze plek de spoorwegbedrijven Deutsche Bundesbahn en Deutsche Reichsbahn symbolisch samengevoegd tot Deutsche Bahn door het aan elkaar koppelen van een stoomlocomotief en een ICE.
6. De naam Hauptbahnhof werd gereserveerd voor het nieuw te bouwen hoofdstation in het midden van Berlijn, op de plaats van het Lehrter Bahnhof in de buurt van de Rijksdaggebouw. Dus keerde men in 1998 terug naar de naam Ostbahnhof. In dat jaar werden de perrons verlengd en werd de vernieuwde ontvangsthal met de karakteristieke glazen voorpui in gebruik genomen. Sinds de ingebruikname in 2006 van het nieuwe Berlin Hauptbahnhof is het belang van het Ostbahnhof afgenomen en stoppen er minder treinen.

## Geschiedenis

### Bouw en eerste jaren
Het kopstation werd in 1842 geopend als westelijk eindpunt van de spoorlijn naar Frankfurt (Oder) en kreeg bijgevolg ook de naam Frankfurter Bahnhof. Met de bouw van de Stadtbahn in 1881 werd het omgebouwd tot doorgangsstation en omgedoopt in Schlesischer Bahnhof. Op dat moment lag het oude Ostbahnhof, ook wel Küstriner Bahnhof al ongeveer 400 meter naar het noordoosten sinds 1867 als eindstation van de Ostbahn. Tijdens de bouwwerkzaamheden werd het passagiersverkeer van de spoorlijn Frankfurt en de daarmee verbonden Neder-Silezisch-Markische spoorlijn omgeleid naar het Ostbahnhof en tegelijkertijd werd de Ostbahn via een zijspoor permanent verbonden met het nieuwe doorgaande Silezische station. Na de opening werd het oude Ostbahnhof gesloten. Rond het Schlesischer Bahnhof ontwikkelde zich een typisch stationsmilieu met nachtclubs, bordelen en goedkope hotels. In de volksmond van Berlijn werd het station ook wel “Kathol'scher Bahnhoff” genoemd, omdat veel reizigers uit de oostelijke, katholieke gebieden van Pruisen (de provincies Posen en Opper-Silezië) hier in Berlijn aankwamen.

### Poort naar het oosten
Het station werd het vertrekpunt voor alle reizen van Berlijn naar Oost- en Zuidoost-Europa. In 1903 stopten hier bijvoorbeeld de Nord Express (St. Petersburg - Parijs/Oostende), de sneltrein naar Moskou en verschillende verbindingen via Königsberg en Eydtkuhnen naar St. Petersburg en Moskou. Hier kwam de stroom Joodse emigranten uit het tsarenrijk aan, die vervolgens doorreisden naar de emigratiehavens Hamburg en Bremen.
In 1914 waren er de volgende verbindingen vanaf Schlesischer Bahnhof:
- Berlin – Küstrin – Landsberg – Schneidemühl – Dirschau – Königsberg – Insterburg – Gumbinnen – Stallupönen – Eydtkuhnen – St. Petersburg
- Berlin – Küstrin – Landsberg – Schneidemühl – Dirschau – Danzig
- Berlin – Küstrin – Landsberg – Schneidemühl – Bromberg – Thorn – Allenstein – Insterburg – Tilsit – Memel
- Berlin – Frankfurt (Oder) – Bentschen – Posen – Thorn
- Berlin – Frankfurt (Oder) – Breslau – Gleiwitz – Kattowitz met verderrijdende treine naar Wenen, Boedapest en Constantinopel.

De snelste verbindingen in 1914 duurden slechts vier uur van het Schlesischer Bahnhof naar Breslau, zes uur naar Danzig en acht uur naar Königsberg (in 1938/1939 was de reistijd slechts ongeveer 7 uur en 20 minuten). Voor de Eerste Wereldoorlog hadden passagiers die met de langeafstandstreinen Berlijn - Königsberg - Sint-Petersburg reisden de mogelijkheid om van Sint-Petersburg naar Omsk en verder naar het Chinese Rijk te reizen. Door de Eerste Wereldoorlog werd het treinaanbod aanzienlijk ingeperkt. De Nord Express zou zelfs pas in 1926 opnieuw rijden. Vanaf 1927 kon men zelfs een twaalfdaagse reis van Berlijn naar Tokio boeken.

### Derde Rijk en Tweede Wereldoorlog
Voor de Tweede Wereldoorlog waren er dagelijks 165 aankomende en 176 vertrekkende treinen. In 1939 begonnen op het treinstation van talloze legertransporten voor de invasie van Polen en twee jaar later voor de oorlog tegen de Sovjet-Unie. Tijdens de slag om Berlijn veroverde het Rode Leger op 22/23 april 1945 het gebouw. Door de Koude Oorlog werd het doorgangsstation terug een eindpunt voor veel treinen uit Oost-Europa. 

### DDR-tijd

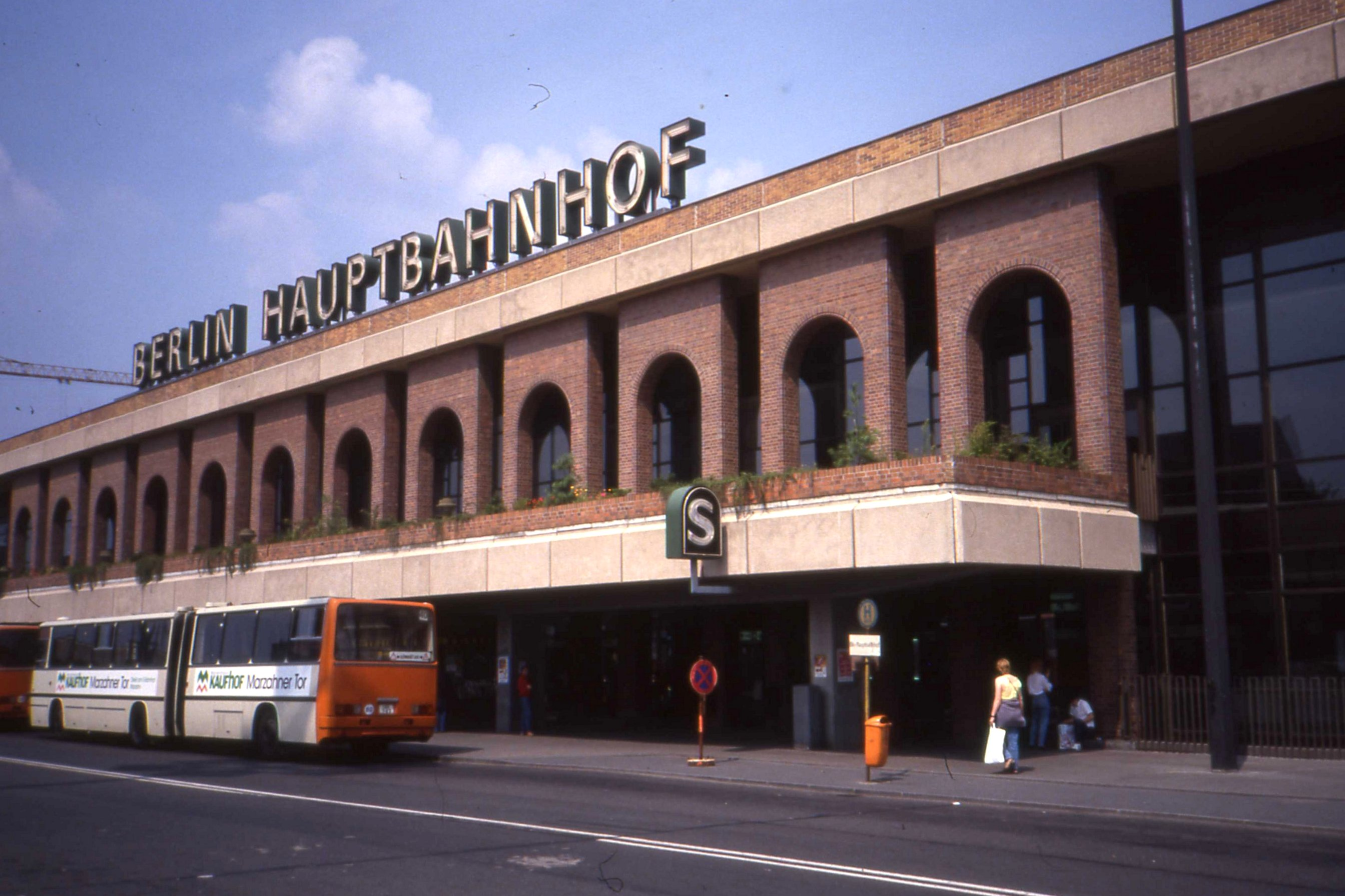
Ontvangstgebouw na de verbouwing van 1987

Op 1 december 1950 werd de naam van het station gewijzigd in Ostbahnhof om zo de verwijzing naar de voormalige oostelijke provincies te vermijden nadat de DDR in 1951 de Oder-Neissegrens erkend had. Om dezelfde reden werd het Stettiner Bahnhof omgedoopt in Nordbahnhof. 
Talrijke sneltreinen, vooral van en naar Dresden, Halle en Leipzig eindigden en begonnen op het Ostbahnhof. Het station bediende ook internationaal verkeer naar Scandinavië en de Balkan. Ook langeafstandstreinen tussen de Sovjet-Unie en West-Europa stopten hier, zoals de Oost-West Express, die vanaf 1971 de treinnummers 240 en 241 vervoerde (Moskou - Warschau - Berlijn - Keulen - Brussel - Parijs). Deze treinen reden op de Stadtbahn en tussen Berlijn en de Bondsrepubliek Duitsland als transittreinen zonder te stoppen op stations in de DDR. Het gebruik van deze treinen tussen de stations Berlin Ostbahnhof en Berlin Friedrichstrasse was alleen toegestaan voor reizigers die op doorreis waren via de DDR.
In 1987 werd het station grondig verbouwd. Het kreeg een nieuwe ontvangsthal van drie verdiepingen met 19 loketten, elektronische informatiesystemen en ongeveer 1.000 bagagekluizen. Perrons, voetgangerstunnels en trappen werden gemoderniseerd en er werden roltrappen geplaatst. Op 15 december 1987 werd het vernieuwde station geopend en omgedoopt tot Berlin Hauptbahnhof.

### Heden
In 1998 kreeg het station opnieuw de naam Ostbahnhof. In hetzelfde jaar volgde nog een renovatie, onder meer: de perrons voor langeafstandstreinen werden verlengd en de oostkant werd opnieuw ontworpen in verband met de renovatie van het lightrailviaduct. De glazen ontvangsthal werd op 29 juni 2000 ingehuldigd. Met de reorganisatie van het Berlijnse spoorknooppunt op 28 mei 2006 daalde het aantal dagelijkse regionale treinhaltes van 236 naar 198 als gevolg van de verplaatsing van het noord-zuidverkeer; het aantal langeafstandstreinhaltes daalde van 146 naar 98. Door de opening van het Berlin Hauptbahnhof, een dikke vijf kilometer verderop, verloor het station iets aan belang.

## Galerij

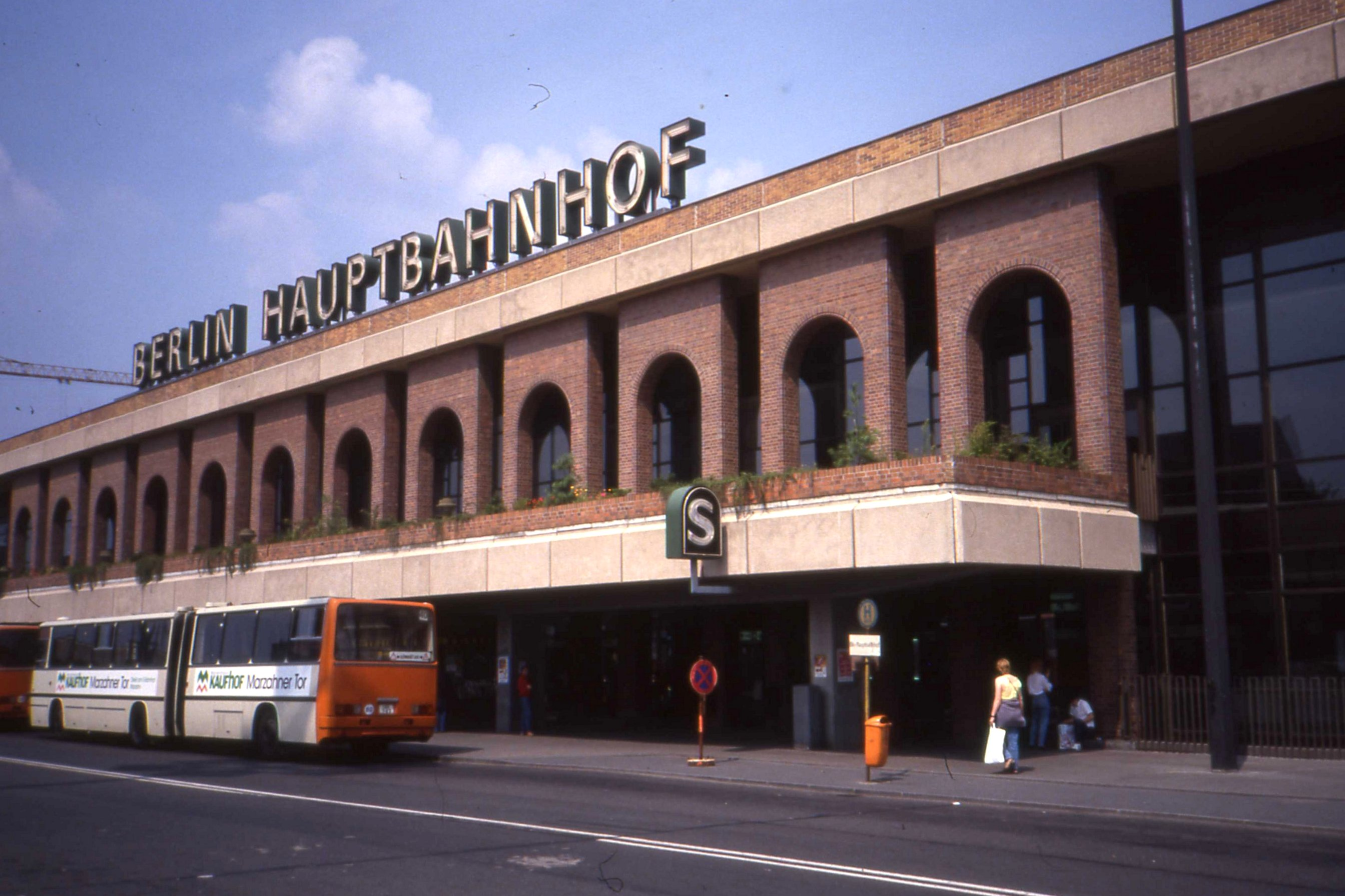
Onder de naam Hauptbahnhof, 1990
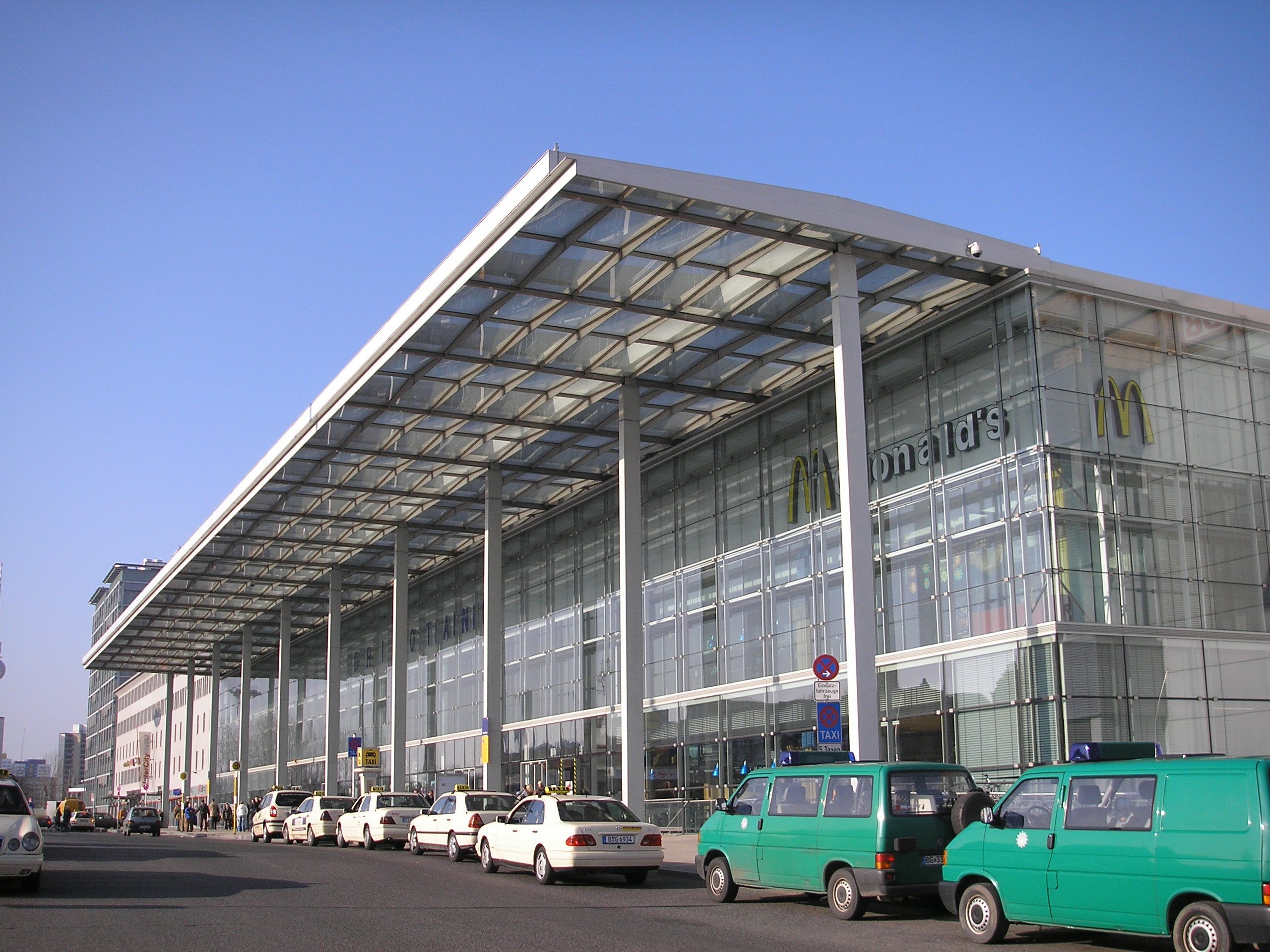
Berlin Ostbahnhof, 2006
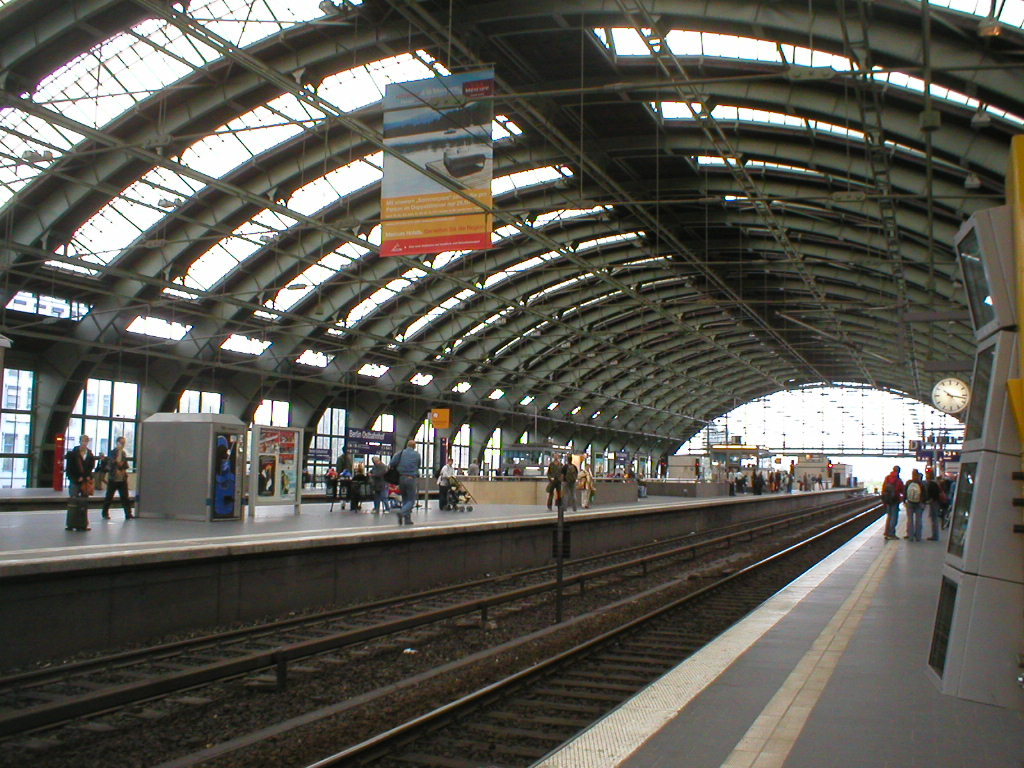
Berlin Ostbahnhof, 2004
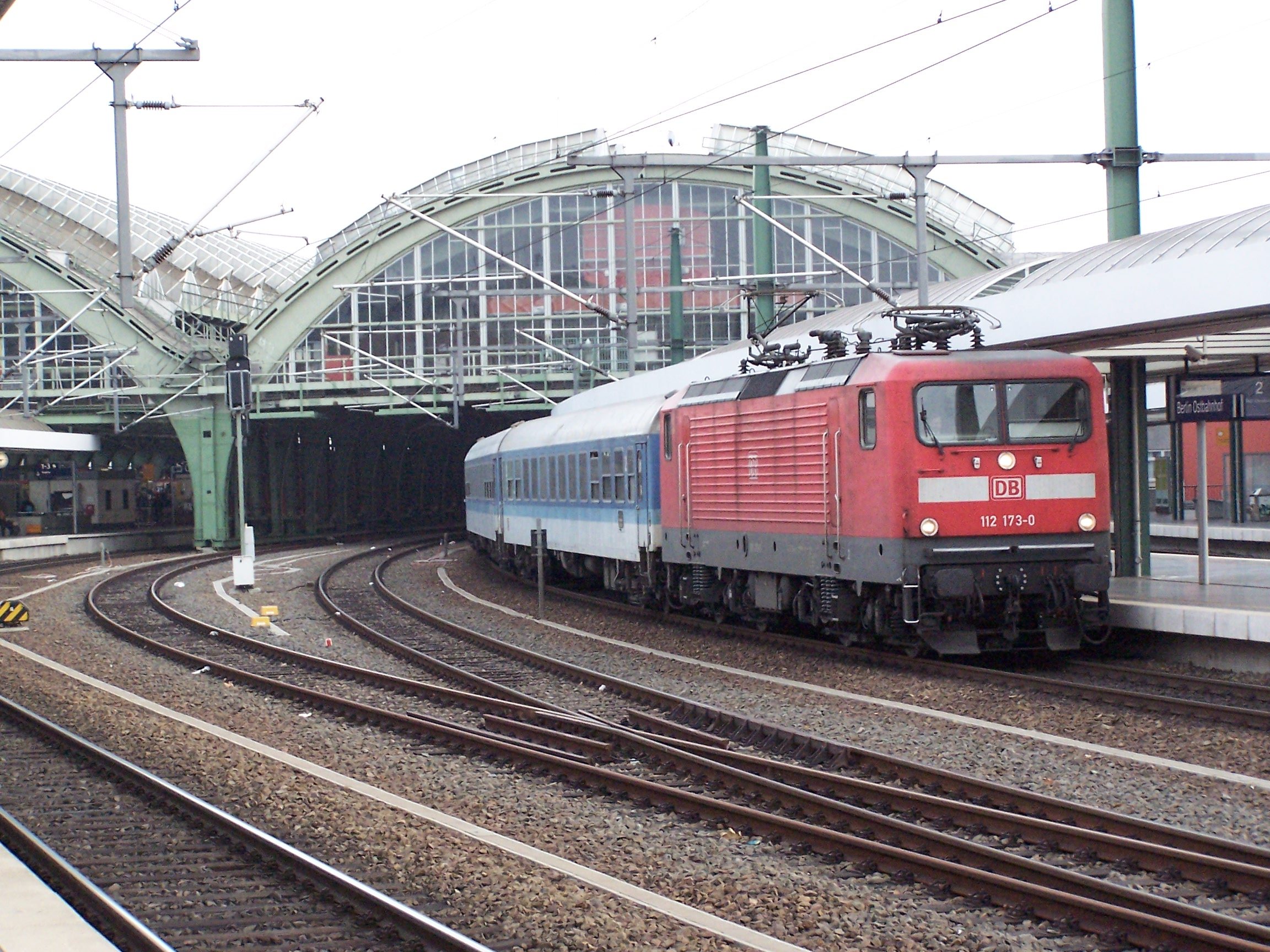
Trein naar Amsterdam, 2003
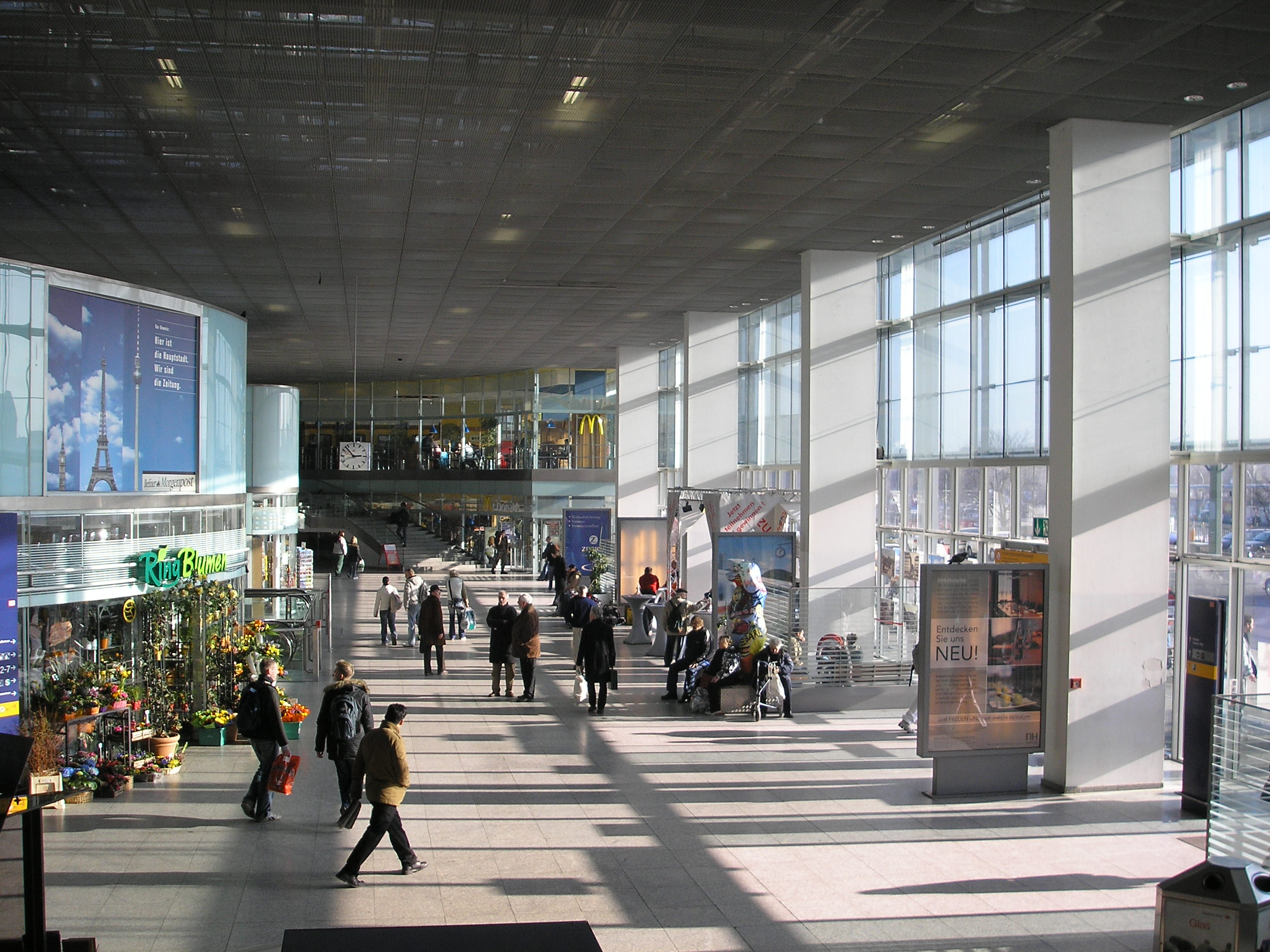
Stationshal, 2004
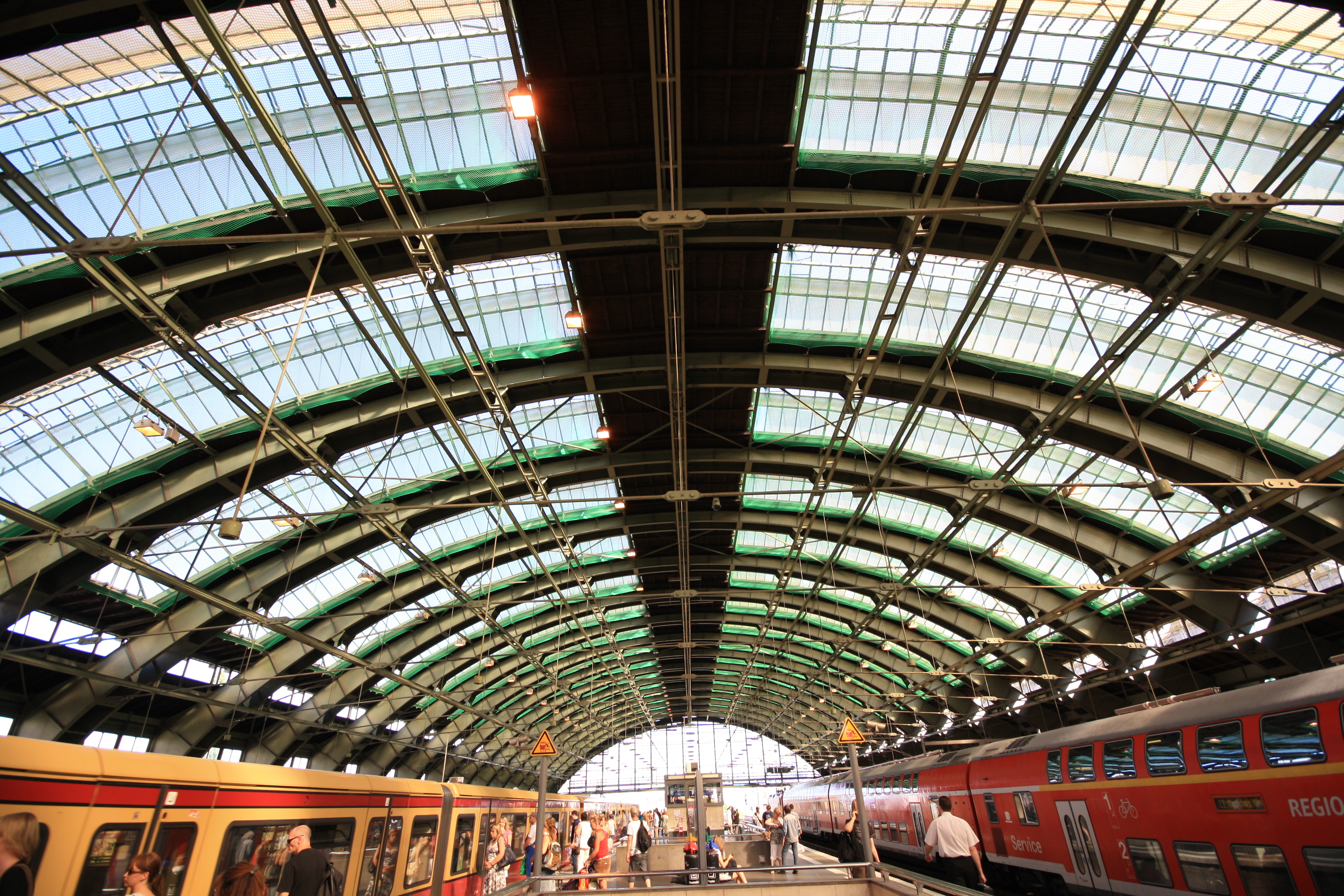
Overkapping, 2010